# الساندرو آریولی
الساندرو آریولی (انگلیسی: Alessandro Arioli؛ زادهٔ ۲۴ مهٔ ۲۰۰۳) بازیکن فوتبال اهل ایتالیا است که در پست مهاجم برای باشگاه چیتی در سری دی گروه اف بازی می‌کند.